# 2010 au Laos
2007 au Laos - 2008 au Laos - 2009 au Laos - 2010 au Laos - 2011 au Laos
2007 par pays en Asie - 2008 par pays en Asie - 2009 par pays en Asie - 2010 par pays en Asie - 2011 par pays en Asie

## Chronologie

### Avril 2010
- date imprécise : Jude Law et Sienna Miller, au cours d'un séjour à Luang Prabang, se sont mariés religieusement selon le rite du Baci[1].

### Juin 2010
- 16 juin : Visite de Xi Jinping, vice-président de la république populaire de Chine[2].

### Août 2010
- 22 août : un saola (bovidé extrêmement rare) a été capturé par des villageois laotiens de la région de la cordillère annamitique. Malheureusement,  il est mort après quelques jours de captivité. Des experts de l'UICN ont pu récupérer et étudier sa dépouille qui est la seule intacte connue à ce jour[3].

### Novembre 2010
- date imprécise : Les grottes de Vieng Xai sont ouvertes au public pour le tourisme. Ces grottes servaient de refuges à des officiers communistes révolutionnaires du Pathet Lao. Un vaste réseau souterrain a abrité une véritable ville de 20 000 personnes pendant 10 ans[4],[5].
- 9 novembre : Ouverture de la  première conférence internationale sur les bombes à sous munitions (BASM) à Vientiane, jusqu'au 12 novembre,  entre les États parties à la Convention sur les armes à sous-munitions[6]

- 15 au 21 : Célébration du 450e anniversaire de la fondation de Vientiane.

### Décembre 2010
- 22 décembre : Le premier ministre Bouasone Bouphavanh démissionne[7].
- 23 décembre : Thongsing Thammavong est nommé premier ministre[8].

## Œuvres sur le Laos parues en 2010

### Filmographie
- 9 juillet : L'émission "Faut pas rêver" (France3)est consacrée au Laos.